# Argostemma stenophyllum
Argostemma stenophyllum är en måreväxtart som beskrevs av Elmer Drew Merrill. Argostemma stenophyllum ingår i släktet Argostemma och familjen måreväxter. Inga underarter finns listade i Catalogue of Life.